# KF Partizani Tirana
Partizani Tirana je profesionalni nogometni klub iz Tirane, Albanija. Natječe se u Albanskoj Superligi i jedan je od najtrofejnijih klubova u Albaniji.

## Povijest
Osnovan je 4. veljače 1946. godine od strane albanske vojske. Ubrzo postaje najpularniji klub u Albaniji. Domaće prvenstvo i kup je osvajao po 16 puta. Tradicionalne boje kluba su crvena i bijela. Domaće utakmice igra na stadionu Qemal Stafa.

## Uspjesi
Albanska Superliga:
- Prvak (17): 1947., 1948., 1949., 1954., 1957., 1958., 1959., 1961., 1962./63., 1963./64., 1970./71., 1978./79., 1980./81., 1986./87., 1992./93., 2018./19., 2022./23.

Albanska Prva divizija:
- Prvak (1): 2000./01.
- Drugi (1): 2012./13.

Albanski nogometni kup:
- Prvak (15): 1948., 1949., 1957., 1958., 1961., 1964., 1966., 1968., 1970., 1973., 1980., 1991., 1993., 1997., 2004.

Albanski nogometni superkup:
- Prvak (1): 2004.

## Vanjske poveznice
- Službena stranica  Arhivirana inačica izvorne stranice od 28. svibnja 2014. (Wayback Machine)